# Czornyj woron

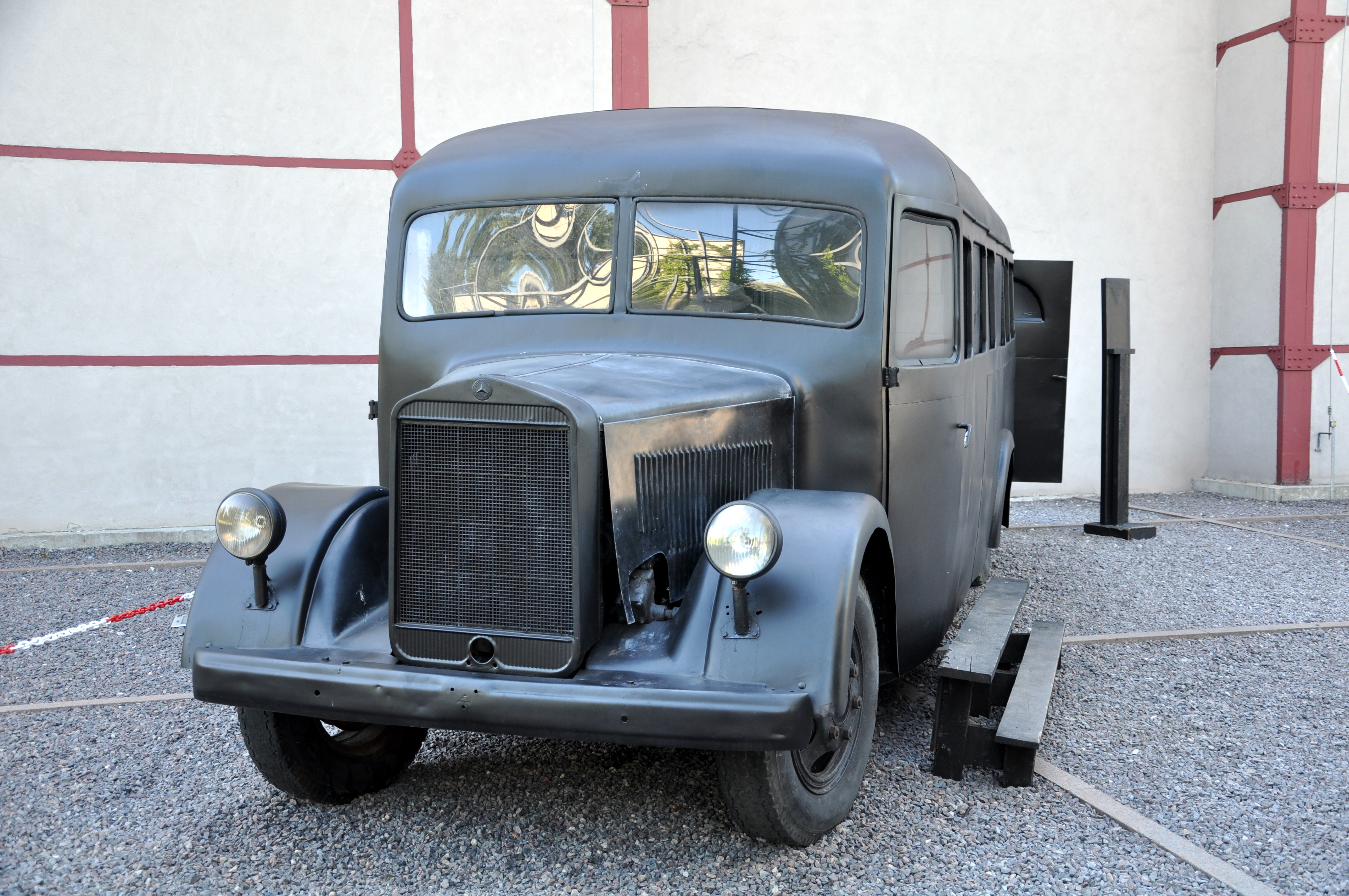
Zrekonstruowany autobus więzienny NKWD typu „czornyj woron” wykorzystany w filmie Katyń w reżyserii Andrzeja Wajdy na ekspozycji w Muzeum Powstania Warszawskiego

Czornyj woron (ros. чёрный ворон, dosłownie „czarny kruk”; również „czarna Marusia”, чёрная Маруся) – potoczna, powszechnie stosowana nazwa radzieckiej karetki więziennej do przewozu aresztowanych, mającej postać autobusu czarnej barwy, podzielonego na jednoosobowe celki. Środkiem biegł wąski korytarz, po którego obu stronach znajdowały się liczne, wąskie drzwiczki. Poszczególne cele były nieoświetlone i tak ciasne, że ledwo mieścił się w nich skulony człowiek. Okna zamalowywano, by więźniowie niczego nie widzieli. Wejście znajdowało się z tyłu.
Autobusy więzienne tego typu, używane w okresie stalinizmu i budzące postrach wśród mieszkańców ZSRR, były w 1940 roku stosowane przez NKWD między innymi do przewozu polskich jeńców wojennych, ofiar zbrodni katyńskiej, ze stacji kolejowej Gniezdowo do Katynia, gdzie dokonywano egzekucji. Przejazd takim autobusem został opisany między innymi przez Stanisława Swianiewicza. Określenie „czornyj woron” jest stosowane w polskich publikacjach na temat zbrodni katyńskiej, między innymi w raporcie Zbrodnia katyńska w świetle dokumentów i książkach Józefa Mackiewicza. Pojawia się dosyć często jako „Czarny kruk” w powieści Sergiusza Piaseckiego Nikt nie da nam zbawienia – trzeciej części tak zwanej „Trylogii złodziejskiej”. Zwrot „czarna Marusia” pojawia się między innymi w poemacie Requiem Anny Achmatowej.